# Premi Vicent Ventura
El Premi Vicent Ventura, s'atorga anualment des de l'any 1998 a una persona o col·lectiu que s'haja distingit per la seua trajectòria cívica, democràtica i de compromís amb el País Valencià i la llengua catalana, en memòria i homenatge al periodista i activista valencià Vicent Ventura.
Una comissió de personalitats integrada per representants de la Universitat de València i la Universitat Jaume I de Castelló; els sindicats STEPV, CCOO, UGT i Unió de Llauradors i Ramaders, així com la Unió de Periodistes Valencians l'atorguen.

## Premiats
Fins ara han estat guardonats amb el Premi Vicent Ventura personalitats i institucions com ara:
- 2000: Josep Lluís Bauset i Ciscar[4]
- 2001: Escola Valenciana[5]
- 2002: Ferran Sanchis Cardona[6]
- 2003: Frederic Jordà i la Societat Coral El Micalet[7]
- 2004: Bernat Capó[8]
- 2005: Manuel Safont Castelló[9]
- 2006: Trini Simó i Enric Tàrrega Andrés[10]
- 2007: Col·legi Públic Censal de Castelló[11]
- 2008: Francesc de Paula Burguera[12]
- 2009: Saó[13]

- 2010: Paco Muñoz[14]

- 2011: Rosa Serrano[15]
- 2012: Pere Miquel Campos[16]

- 2013: Rosa Solbes i Albert Sánchez-Pantoja[17]
- 2014: Tudi Torró i Lluís Miquel Campos[18]
- 2015: Vicent Olmos i l'Aplec dels Ports[1]
- 2016: Josep Forcadell i La Cívica d'Alacant[2]
- 2017: Adolf Beltran i El Camí[3]
- 2018: Al Tall i El Genovés[19]
- 2019: Josep Lluis Pitarch i l'escola infantil La Lluna de Castelló[20]
- 2020: Maria Conca i Gustau Muñoz[21]
- 2021: Josep Lluís Viciano i El Tempir d'Elx[22]
- 2022: Josep Maria Jordan Galduf i Publicacions de la Universitat de València (PUV)[23]
- 2023: Juli Sanchis Aguado ‘Harca’, Grup per la Recerca de la Memòria Històrica de Castelló i Ferran Zurriaga i Agustí[24]
- 2024: Carme Agulló Díaz, Arxiu de la Democràcia de la Universitat d'Alacant, i Josep Iborra (premi Centenari Vicent Ventura)[25][26]
- 2025: Mercè Viana, Revista Camacuc i Nel·lo Pellisser (premi Centenari Vicent Ventura)[27]